# Выборы президента США в Южной Дакоте (2024)
Вы́боры Президе́нта США 2024 го́да в Ю́жной Дако́те прошли во вторник, 5 ноября 2024 года. В них приняли участие все 50 штатов, а также округ Колумбия. Избиратели Южной Дакоты выбирали выборщиков, которые будут представлять их в Коллегии выборщиков, путём всенародного голосования. Южная Дакота имеет 3 голоса выборщиков в Коллегии выборщиков после перераспределения в результате переписи населения США 2020 года (штат сохранил имевшееся ранее количество голосов).

## Внутрипартийные выборы

### Праймериз Демократической партии
Праймериз Демократической партии состоялись 4 июня 2024 года.
| Кандидат              | Голоса | %    | Делегаты |
| --------------------- | ------ | ---- | -------- |
| Джо Байден            | 13 373 | 74,6 | 16       |
| Марианна Уильямсон    | 2073   | 11,6 | 0        |
| Дин Филлипс (снялся)  | 1723   | 9,6  | 0        |
| Армандо Перес-Серрато | 763    | 4,3  | 0        |
| Всего                 | 17 932 | 100  | 16       |

### Праймериз Республиканской партии
Согласно законам штата, праймериз не проводятся, если в бюллетене будет присутствовать лишь один кандидат. Поскольку Дональд Трамп стал единственным кандидатом-республиканцем, подавшим заявку на участие в президентских праймериз, голосование не проводилось.

## Всеобщие выборы

### Предвыборная статистика
Обозначения:
- Р — равенство
- НП — небольшое преимущество
- ДП — достаточное преимущество
- СП — существенное, но преодолимое преимущество
- ОП — огромное преимущество

| Источник              | Рейтинг | По состоянию на: |
| --------------------- | ------- | ---------------- |
| Cook Political Report | ОП (Р)  | 19 декабря 2023  |
| Inside Elections      | ОП (Р)  | 26 апреля 2023   |
| Sabato's Crystal Ball | ОП (Р)  | 29 июня 2023     |
| DDHQ/The Hill         | ОП (Р)  | 14 декабря 2023  |
| CNalysis              | ОП (Р)  | 30 декабря 2023  |
| CNN                   | ОП (Р)  | 14 января 2024   |
| The Economist         | ОП (Р)  | 12 июня 2024     |
| 538                   | ОП (Р)  | 11 июня 2024     |
| RCP                   | ОП (Р)  | 26 июня 2024     |

### Опросы
Дональд Трамп vs. Камала Харрис
| Источник опроса                | Период проведения  | Размер выборки | Уровень погрешности | Дональд Трамп Республиканская | Камала Харрис Демократическая | НИ |
| ------------------------------ | ------------------ | -------------- | ------------------- | ----------------------------- | ----------------------------- | -- |
| Emerson College                | 19–22 октября 2024 | 825 (ПИ)       | ±3,3%               | 62%                           | 35%                           | 3% |
| Emerson College                | 19–22 октября 2024 | 825 (ПИ)       | ±3,3%               | 62%                           | 37%                           | 1% |
| Mason-Dixon Polling & Strategy | 12–16 октября 2024 | 500 (ЗИ)       | ±4,5%               | 59%                           | 33%                           | 8% |